# Dołno Golemanci
Dołno Golemanci (bułg. Долно Големанци) – wieś w południowej Bułgarii, w obwodzie Chaskowo, w gminie Chaskowo. Według danych Narodowego Instytutu Statystycznego w Bułgarii, 31 grudnia 2011 roku wieś liczyła 491 mieszkańców.